# Balvan Mazais Lauču
Balvan Mazais Lauču/Lauči, lotyšsky Mazais Lauču akmens (Malý balvan Lauču), je velký bludný balvan na pláži pobřeží Rižského zálivu Baltského moře. Nachází se na pláži u vesnice Vārzas v kraji Limbaži v oblasti Vidzeme v Lotyšsku.

## Geologie, popis a historie
Turisticky atraktivní žulový bludný balvan Lauču byl do oblasti transportován ledovcem ze vzdáleného Finska v době ledové. V roce 1853 byl při zimní bouři ledem vytlačen na pláž a v roce 2001 byl prohlášen za národní památku Lotyšska. Balvan byl 
| Největší obvod balvanu | 9,5 m     |
| Výška balvanu          | 1,9 m     |
| Délka balvanu          | 3,3 m     |
| Objem balvanu          | cca 11 m3 |

## Galerie

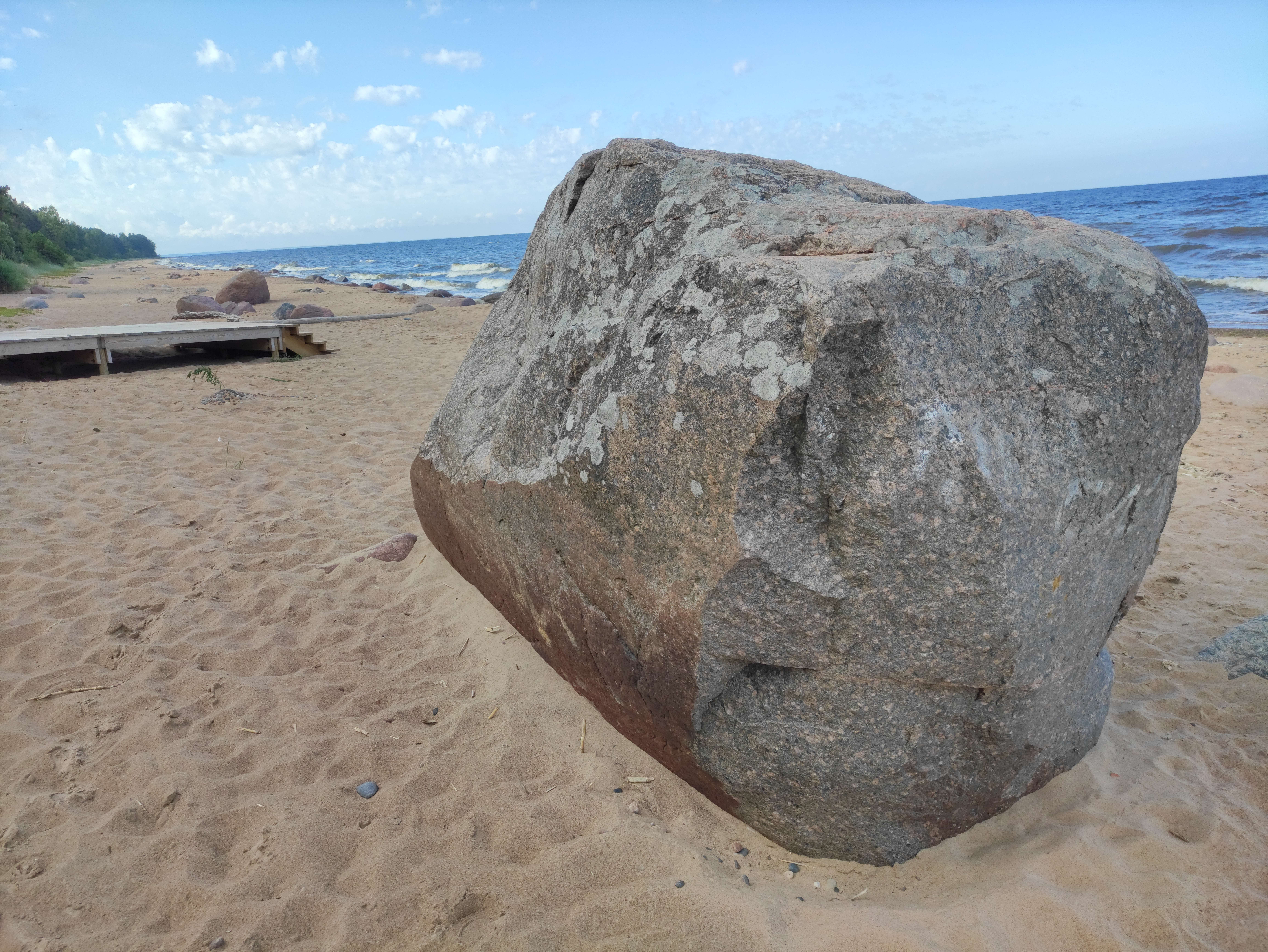

## Další informace
Poblíž na pláži se nachází větší bludný balvan Lauču akmens.
Místo je celoročně volně přístupné. V blízkosti se také nachází restaurace, hotely a kemping.